# O Caminho para a Distância
O Caminho para a Distância, que foi compilado em obra posterior chamada O Sentimento do Sublime, é uma coletânea de poemas e o livro de estréia de Vinicius de Moraes, publicado  em 1933 pela Editora Schmidt.

## Contexto
O livro foi publicado enquanto Vinicius estudava na Faculdade de Direito do Catete, Rio de Janeiro. Na época. seu colega, Américo Jacobina Lacombe, desaconselhou o amigo a prosseguir na carreira de poeta. Lacombe disse: "Você é inteligente, mas não tem jeito algum para poeta. Para ser poeta é preciso ser sonhador e viver com a cabeça nos ares. Você é realista demais para isso." Vinicius, na época da publicação com 19 anos, escreve a seguinte introdução:
| “ | Este livro é o meu primeiro livro. Desnecessário dizer aqui o que ele significa para mim como coisa minha – creio mesmo que um prefácio não o comportaria normalmente. São cerca de quarenta poemas intimamente ligados num só movimento, vivendo e pulsando juntos, isolando-se no ritmo e prolongando-se na continuidade, sem que nada possa contar em separado. Há um todo comum indivisível. | ” |
|   | — Vinicius de Moraes, 1933. |   |

Conforme o biógrafo José Castello, o livro tomou o rumo deliberado da "poesia do espírito", tendo como temas principais, os dilemas metafísicos e o misticismo e se afinando com a reação espiritualista aos cânones da Primeira Geração do Modernismo brasileiro. Nessa primeira fase do poeta, sente-se a influência do poeta brasileiro Augusto Frederico Schmidt, do chileno Pablo Neruda, do mexicano Amado Nervo e do espanhol Federico García Lorca.

## Antologia
Vinicius posteriormente rejeitou os versos de O Caminho para a Distância e Forma e Exegese (1935); na preparação da sua Antologia Poética (1954), apenas o poema "A uma mulher" foi incluído. Em carta a João Cabral de Melo Neto escrita em 20 de setembro de 1949, Manuel Bandeira escreveu: "O Vinicius mandou-me um grande catatau para ser editado sob as minhas vistas. Toda a poesia até agora dele, excluídos os poemas que ele hoje renega (quase todos os de O Caminho para a Distância e muitos de Forma e Exegese)."

## Publicação
A primeira edição do livro foi publicada em 1933 (Rio de Janeiro: Schmidt). Quando foi reeditado pela Nova Aguilar (1ª ed. 1968; 2ª ed. 1974), na organização de Poesia Completa e Prosa, foi agrupado com os seus livros seguintes, Forma e Exegese e Ariana, a Mulher (1936). Com a anuência de Vinicius, o crítico literário Afrânio Coutinho, responsável pela compilação, renomeou as três obras com um título único: O Sentimento do Sublime.